# D-sub

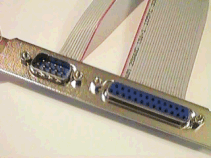
Deux connecteurs D-sub : un DE-9M et un DB-25F.

D-subminiature ou D-sub, couramment nommé « Sub-D » en français, est un type de connecteurs électriques très répandus, notamment pour la connexion de matériel informatique.

## Description et nomenclature

Diverses tailles de châssis des connecteurs D-sub.

Il contient deux à quatre rangées parallèles de contacts (broches ou douilles), habituellement entourées par un bouclier en métal en forme de trapèze semblable à la lettre D (d'où le nom) qui protège contre les interférences électromagnétiques et garantit une orientation correcte (détrompeur). La pièce contenant les broches de contacts s'appelle le connecteur mâle, alors que celle contenant les douilles de contacts s'appelle le connecteur femelle. Le bouclier de la prise femelle s'adapte à l'intérieur de la prise mâle. Les boucliers sont reliés aux tressages entourant les câbles (quand des câbles tressés sont utilisés), créant ainsi un écran électromagnétique continu couvrant les câbles et les connecteurs. À chaque extrémité du connecteur, il est généralement prévu de pouvoir serrer une petite vis dans son écrou correspondant afin d'assurer une bonne tenue mécanique.
Les connecteurs D-sub ont été inventés en 1952 par Cannon, qui à la suite de son rachat en 1963 est devenu une marque de ITT (division Interconnect Solutions). Le système de numérotation de Cannon utilise un D comme préfixe pour la série entière, suivi d'une lettre dénotant la taille de coque, puis du nombre de broches, et enfin éventuellement du genre (M=mâle, F=femelle). Par exemple, DB-25M signifie un D-sub avec une coque d'une taille B et 25 contacts mâle. Cannon produisit également des D-sub avec les insertions coaxiales ou à forte intensité qui remplacèrent plusieurs broches normales et plus petites.
Il semble que beaucoup de personnes, ne sachant pas la signification de la lettre B comme taille de la coque, ont commencé à appeler tous les connecteurs de cette sorte « DB » au lieu de « D ». En effet, les premiers ports série (et la plupart des ports parallèles pour les imprimantes) utilisaient le format DB-25. Lors de l'essor des PC (notamment des périphériques comme les modems et les souris) au cours des années 1980, les ports série ont commencé à être implémentés sous la forme plus compacte de connecteurs à 9 broches (avec l'avantage de mieux les différencier des ports parallèles). Ils ont été appelés « DB-9 » par extension « logique », sans connaissance de la norme. Cette dénomination est restée commune auprès du grand public, en particulier pour le connecteur DE-9, très usité.
Ces connecteurs ont été normalisés :
- pour le domaine militaire d'abord, par la norme MIL-DTL-24308 (faisant suite à MIL-C-24308) avec des mesures en pouce, une précision d'un mil, et des vis UNC #4x40 ;
- pour le domaine industriel ensuite, par la norme DIN 41652, avec des vis M3 ;
- enfin, par la norme internationale IEC 60807-3 avec une précision de mesure au centième de mm. C'est cette dernière norme qu'on retrouve dans les catalogues de fournisseurs[2].

## Applications typiques

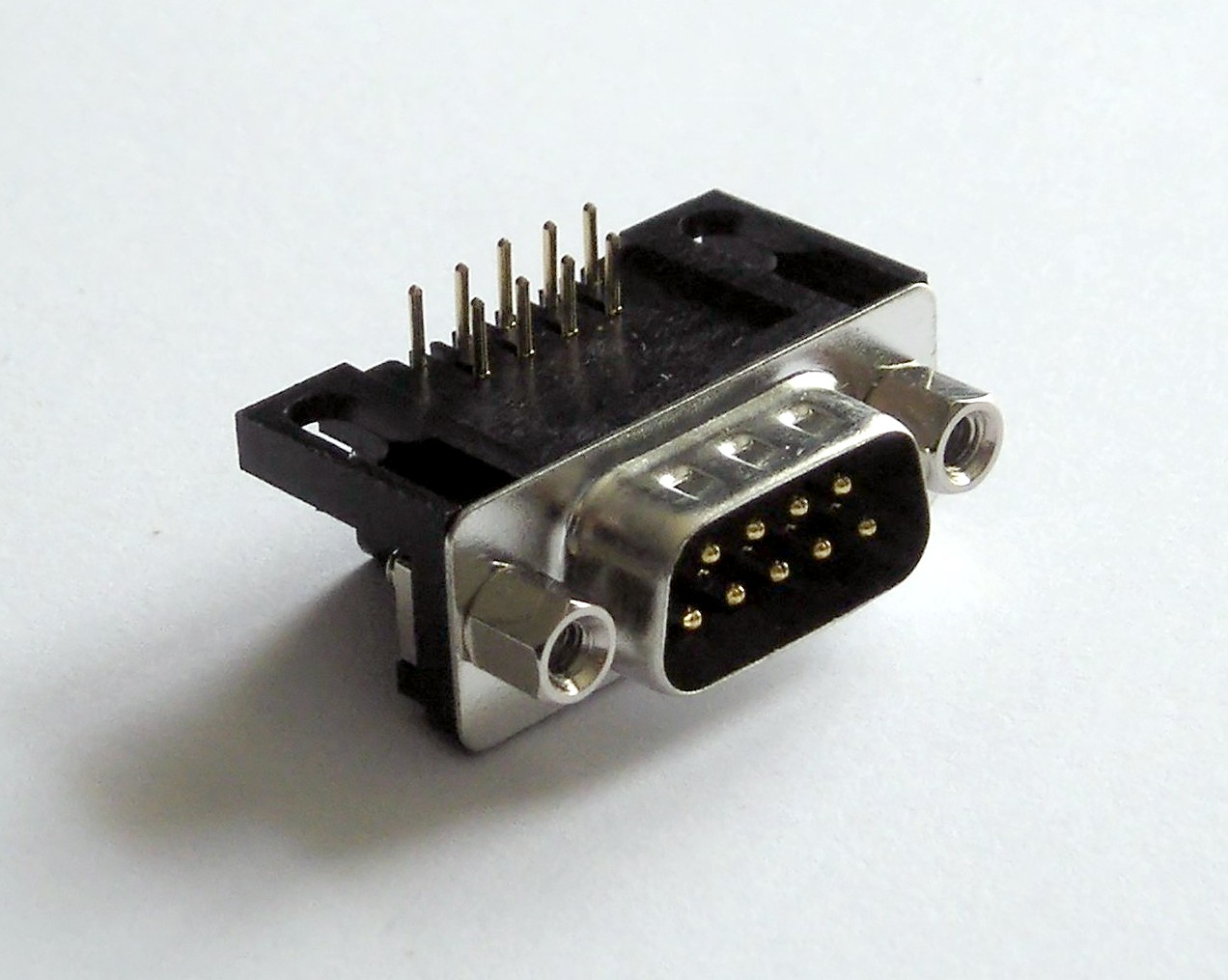
Un connecteur DE-9M.

L'application la plus large des D-sub se trouve dans les communications série RS-232. À l'origine ces liens employaient des D-sub 25 broches, mais pour beaucoup d'applications les signaux les moins utiles ont été omis, permettant l'utilisation d'un D-sub 9 broches. Sur les PC, des connecteurs 9 broches (DE-9M) et 25 douilles (DB-25F) ont respectivement été utilisés pour les ports dits « série » et « parallèle » (imprimantes). Ces connecteurs ont été successivement remplacés par des connecteurs PS/2 puis USB.
À la fin des années 1970 et au début des années 1980, les « DE-9M » étaient des connecteurs de contrôleurs quasi universels sur les consoles de jeux vidéo et les ordinateurs personnels. Ils sont devenus une norme de facto, par l'utilisation de ces ports dans la console de jeu Atari 2600 et la famille des ordinateurs 8 bits d'Atari. En outre, les connecteurs 9 douilles (DE-9F) ont été utilisés pour les ports numériques de sortie vidéo couleur PC (CGA, EGA), mais aussi pour la vidéo analogique (connecteur VGA utilisé sur les cartes VGA et ultérieur). Ces connecteurs ont été remplacés par les connecteurs 15 douilles (DE-15F) dits « haute densité » – qui ont trois rangées de cinq contacts dans l'espace précédemment occupé par une rangée de cinq contacts et une rangée de quatre contacts.
En plus des DB-9 et des DE-25, la gamme complète des connecteurs D-sub à densité normale inclut également :
- les DA-15 (15 broches : une rangée de 7 et une de 8), utilisés pour les joysticks analogiques sur les PC, à ne pas confondre avec les connecteurs haute densité DE-15 pour les cartes graphiques VGA (15 broches aussi, mais avec trois rangées de 5) ;
- les DC-37 (37 broches : une rangée de 18 et une de 19) ;
- les DD-50 (50 broches : une rangée centrale de 16 entre deux rangées de 17).

Ces deux derniers sont utilisés dans les produits industriels.

## Typologie

### Connecteurs de densité normale
Il y a cinq types de connecteurs D-subminiature en densité normale, définis par les normes MIL, DIN et IEC. Leur dimension ci-dessous correspond à la plus grande largeur de la coque en forme de trapèze et à sa hauteur (elles ne doivent pas être confondues avec la dimension de la platine support rectangulaire, plus grande, supportant aussi les vis). La taille d'un connecteur est indiquée après la lettre D par deuxième lettre A, B, C, D ou E, suivie du nombre de broches, ces deux paramètres sont liés.
| Type | Contacts | Rangées | dimension      |
| ---- | -------- | ------- | -------------- |
| DA   | 15       | 2       | 25,25×8,36 mm  |
| DB   | 25       | 2       | 38,96×8,36 mm  |
| DC   | 37       | 2       | 55,42×8,36 mm  |
| DD   | 50       | 3       | 52,81×11,07 mm |
| DE   | 9        | 2       | 16,92×8,36 mm  |

La norme IEC donne les spécifications en mm avec une précision au centième de millimètre, la norme MIL en pouce avec une précision en mil (millième de pouce).

Schéma d'un connecteur DE-9M

Schéma d'un connecteur DE-9F

Par exemple, on a pour le connecteur DE-9 :
- une coque trapézoïdale d'une envergure de 16,92 mm et d'une hauteur de 8,36 mm, avec un angle de 10° pour former un trapèze,
- un entraxe de vis de 24,99 mm (0,984"),
- une platine support rectangulaire large de 30,78 mm (1,212") et haute de 12,55 mm (0,494"),
- un pas horizontal (distance entre centres de broches) de 2,77 mm (109"),
- un pas vertical (entre deux lignes) de 2,84 mm (0,112"), les broches de la deuxième ligne étant décalés horizontalement de la moitié du pas horizontal,
- un diamètre de broches de 0,97 mm (0,038"),
- une longueur de broche de 7,92 mm (0,312"),
- des valeurs de tolérances dimensionnelles.

### Fixation des fils
Il existe au moins trois types de connecteurs D-sub différenciés par la méthode employée pour attacher les fils aux contacts : à souder, à déplacement d'isolant ou à sertir.
- Les contacts à souder ont une cavité dans laquelle le fil dénudé et étamé est inséré puis soudé.
- Les contacts à déplacement d'isolant sont conçus pour l'assemblage automatisé. Un câble plat est pressé contre les contacts dont l'arrière est en forme de fourche, qui percent alors l'isolant de tous les fils simultanément.
- Les contacts à sertir sont câblés en insérant une extrémité dénudée de fil dans une cavité à l'arrière du contact. On écrase alors la cavité à l'aide d'une pince à sertir. Le contact est alors inséré dans le connecteur, où il se retrouve bloqué. Différentes broches peuvent être enlevées plus tard avec un outil inséré à l'arrière du connecteur. Ce « débranchement par l'arrière » est utile quand les broches du périphérique sont endommagées.

### Matériaux
La partie arrière du connecteur sur les prises (le backshell) souvent en plastique pour les applications standard, passe en Zamak pour les applications grand public nécessitant une continuité de masse et enfin est en métal pour les applications industrielles.

## Variantes

Schéma d'un connecteur haute-densité DE-15M

La norme IEC définie une variante haute densité (High Density) qui utilise les mêmes tailles de capots, mais des contacts plus petits et un plus grand nombre de contact (rangée(s) supplémentaire(s)). Le plus connu est le connecteur VGA pour la sortie vidéo analogique d'un PC, qui est un connecteur D-sub DE-15 utilisant le même capot qu'un connecteur D-sub DE-9.
Le connecteur DE-15 à un pas horizontal de 2,29 mm (0.090") et trois rangées de broches espacées de 2,54 mm (0,100"). Le diamètre des broches est plus petit que celui du DE-9 (par exemple 0,635 mm, soit 0,025"). Les autres spécifications sont identiques.
Voici un récapitulatif de la gamme complète des connecteurs D-sub avec des contacts standards ou haute densité :
| Type capot | Standard | Standard | Haute densité | Haute densité |
| Type capot | Contacts | Rangées  | Contacts      | Rangées       |
| ---------- | -------- | -------- | ------------- | ------------- |
| DE         | 9        | 2        | 15            | 3             |
| DA         | 15       | 2        | 26            | 3             |
| DB         | 25       | 2        | 44            | 3             |
| DC         | 37       | 2        | 62            | 3             |
| DD         | 50       | 3        | 78            | 4             |

Un plus petit type de connecteur est dérivé du D-sub, il fait à peu près le tiers de la taille en surface et la moitié en longueur, il s'appelle le microminiature D (ou Micro D qui est une marque déposée de Cannon ITT Industries). Ce connecteur est utilisé dans les produits industriels ou médicaux et l'aérospatiale (réduction de poids). Quelques fabricants font les connecteurs nano-D, qui ont une taille moitié des micro-D.
Il existe des variantes de tous ces types, qui combinent sur le même connecteur des contacts électriques ou coaxiaux.